# Ingrid Brekke

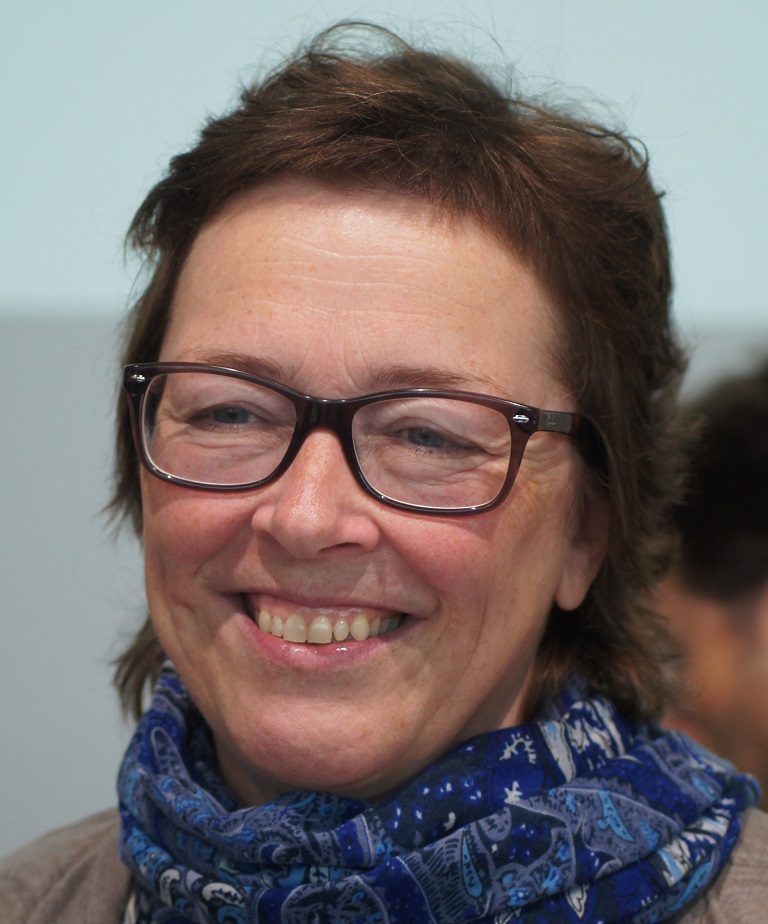
Ingrid Brekke (2019)

Ingrid Brekke (* 22. Juni 1969 in Trondheim) ist eine norwegische Journalistin und Sachbuchautorin.

## Berufsleben
Brekke studierte Philosophie und Literaturwissenschaft an der Technisch-Naturwissenschaftlichen Universität Norwegens (NTNU) in ihrer Heimatstadt Trondheim. Anschließend absolvierte sie ein einjähriges Journalismusstudium in Darlington (England). In den 1990er Jahren arbeitete sie für zwei Studentenzeitungen, unter anderem als Kulturredakteurin.
Brekke wechselte 2000 zur Aftenposten, wo sie am Newsdesk und in der Kulturredaktion tätig war. Ein Stipendium führte sie 2008/09 an die Freie Universität Berlin (European Journalist Fellowships). Von 2010 bis 2012 arbeitete Brekke als Korrespondentin für Mitteleuropa in Berlin. In den folgenden Jahren lebte sie einige Zeit in Berlin und reiste wiederholt nach Polen und Ungarn.
Brekke hat eine halbe Stelle in der Auslandsabteilung von Aftenposten und arbeitet daneben als freiberufliche Autorin und Dozentin. Auf ihrer Webpräsenz schreibt sie im Blog «Puslespill Europa» (dt. Puzzlespiel Europa).
Brekke debütierte 2014 mit dem Sachbuch «Da øst ble vest. Livet i Europa etter kommunismens fall» (Dann wandte sich der Osten nach Westen. Leben in Europa nach dem Fall des Kommunismus). Zwei Jahre später veröffentlichte sie mit «Angela Merkel. Et europeisk drama» (Angela Merkel. Ein europäisches Drama) die erste Biographie der Bundeskanzlerin in norwegischer Sprache.
Brekke wurde 2017 mit dem Willy-Brandt-Preis ausgezeichnet. Sie ist Mitglied des norwegischen Sachbuch- und Übersetzerverbands NFF, des norwegischen Autorenzentrums und des PEN-Clubs.
Seit 2018 produziert sie gemeinsam mit Kai Schwind den Podcast Tyskerne, über deutsche Politik, Kultur und Zeitgeschehen.

## Schriften und Veröffentlichungen
- Da øst ble vest. Livet i Europa etter kommunismens fall. Kagge, 2014.
- Angela Merkel. Et europeisk drama. Kagge, 2016. ISBN 978-82-489-1842-4.
- Polen. Aske og diamanter. Humanist, 2019.
- Goethe-Institut Norwegen: Samische Kunst auf der Documenta: Auf vielen Saiten spielen. (Aftenposten, Übersetzung aus dem Norwegischen, Juli 2017).